# The Seventh Sun
The Seventh Sun es el séptimo álbum de estudio de la banda británica de metalcore Bury Tomorrow. El álbum fue lanzado el 31 de marzo de 2023 a través de Music for Nations y fue producido por Dan Weller. Es el primer álbum que presenta al nuevo guitarrista rítmico de la banda, Ed Hartwell, y al teclista y voz limpia Tom Prendergast.

## Antecedentes y lanzamiento
Tras la salida de Cameron, Bury Tomorrow actuó en el Slam Dunk Festival 2021 con los nuevos miembros Ed Hartwell (guitarra rítmica) y Tom Prendergast (voz limpia y teclados).
El 6 de octubre, la banda publicó el sencillo principal "Abandon Us" y un vídeo musical que lo acompaña. Al mismo tiempo, anunciaron oficialmente el álbum y la fecha de lanzamiento, al tiempo que revelaron la portada del álbum y la lista de canciones. El 28 de noviembre, la banda lanzó el segundo sencillo "Boltcutter" junto con un vídeo musical. El 15 de febrero de 2023, la banda lanzó el tercer sencillo "Heretic" con Loz Taylor de While She Sleeps y su correspondiente vídeo musical. El 16 de marzo, dos semanas antes del lanzamiento del álbum, la banda estrenó el cuarto sencillo "Begin Again".

## Lista de canciones
| N.º | Título                                         | Duración |  |
| 1.  | «The Seventh Sun»                              | 3:41     |  |
| 2.  | «Abandon Us»                                   | 3:42     |  |
| 3.  | «Begin Again»                                  | 3:35     |  |
| 4.  | «Forced Divide»                                | 3:27     |  |
| 5.  | «Boltcutter»                                   | 3:37     |  |
| 6.  | «Wrath»                                        | 5:06     |  |
| 7.  | «Majesty»                                      | 4:16     |  |
| 8.  | «Heretic» (con Loz Taylor de While She Sleeps) | 3:32     |  |
| 9.  | «Recovery?»                                    | 3:46     |  |
| 10. | «Care»                                         | 3:06     |  |
| 11. | «The Carcass King» (con Cody Frost)            | 4:34     |  |

## Posicionamiento en lista
| Lista (2023)                         | Posición |
| ------------------------------------ | -------- |
| Alemania (Offizielle Top 100)        | 14       |
| Austria (Ö3 Austria)                 | 71       |
| Australian Hitseekers Albums (ARIA)  | 10       |
| Bélgica (Ultratop flamenca)          | 104      |
| Escocia (Scottish Albums Chart)      | 15       |
| Reino Unido (UK Albums Chart)        | 35       |
| Reino Unido (UK Rock & Metal Albums) | 1        |
| Suiza (Schweizer Hitparade)          | 51       |

## Personal
Bury Tomorrow
- Winter-Bates - Voz gutural
- Tom Prendergast – teclado, voz secundario
- Kristan Dawson - guitarra principal
- Ed Hartwell – guitarra rítmica
- Davyd Winter-Bates – bajo
- Adam Jackson - batería, percusión

Músicos adicionales
- Loz Taylor: voz (pista 8).
- Cody Frost: voz (pista 11).